# DHB-Pokal der Frauen 2010/11
Die Handballspiele um den DHB-Pokal 2010/11 der Frauen begannen am 3. September 2010 und endeten mit dem Final Four am 21./22. Mai 2011. Bayer Leverkusen war der Titelverteidiger, das seinen 9. Titel in der vorherigen Saison gewonnen hatten.

## Hauptrunden

### 1. Runde
Die Auslosung der 1. Runde fand am 19. Juni 2010 statt.

In der 1. Runde nahmen keine Mannschaften aus der 1. Handball-Bundesliga teil.

Die Spiele der 1. Runde fanden am 3./4./5. September 2010 statt. Der Gewinner jeder Partie zog in die 2. Runde des DHB-Pokals ein.
| Heimmannschaft           | Endergebnis         | Gastmannschaft                  | Datum & Zeit            |
| ------------------------ | ------------------- | ------------------------------- | ----------------------- |
| WSG Eningen-Pfullingen   | 35 : 34 (18 : 17)   | TSV Ismaning                    | 03.09.10, Fr. 20:00 Uhr |
| HSV 1956 Marienberg      | 15 : 34 (08 : 16)   | TV Mainzlar                     | 04.09.10, Sa. 15:00 Uhr |
| SC Alstertal-Langenhorn  | 31 : 34 (10 : 16)   | SV GW Schwerin                  | 04.09.10, Sa. 16:00 Uhr |
| TSG Calbe                | 13 : 36 (04 : 16)   | SV Union Halle-Neustadt         | 04.09.10, Sa. 17:00 Uhr |
| Thüringer HC II          | 14 : 28 (09 : 13)   | SC Riesa                        | 04.09.10, Sa. 18:00 Uhr |
| SV Werder Bremen         | 23 : 32 (12 : 13)   | TSV Travemünde                  | 04.09.10, Sa. 18:00 Uhr |
| Rheydter TV              | 16 : 42 (07 : 18)   | HSV Solingen-Gräfrath           | 04.09.10, Sa. 18:30 Uhr |
| HSG Gedern/Nidda         | 11 : 36 (05 : 19)   | HSG Bad Wildungen/F./Bergheim   | 04.09.10, Sa. 19:00 Uhr |
| FSG Sulzbach-Leidersbach | 29 : 24 (10 : 10)   | SG Haslach-Herrenberg-Kuppingen | 04.09.10, Sa. 19:00 Uhr |
| HSC 2000 Magdeburg       | 31 : 25 (17 : 14)   | SVG Celle                       | 04.09.10, Sa. 19:30 Uhr |
| TuS Weibern              | 18 : 32 (09 : 18)   | Borussia Dortmund               | 04.09.10, Sa. 19:30 Uhr |
| TuS Neunkirchen          | 29 : 30 (14 : 14)   | TSG Ketsch                      | 04.09.10, Sa. 19:30 Uhr |
| TS Ottersweier           | 20 : 32 (07 : 15)   | TuS Metzingen                   | 04.09.10, Sa. 20:00 Uhr |
| SV Aue Liebenau          | 25 : 41 (10 : 22)   | TSV Burgdorf                    | 05.09.10, So. 13:15 Uhr |
| TV Lobberich             | 23 : 29 (10 : 15)   | TV Walsum-Aldenrade             | 05.09.10, So. 13:45 Uhr |
| VfL Wittingen            | 24 : 33 (14 : 17)   | SHV Oschatz                     | 05.09.10, So. 15:00 Uhr |
| TV Grambke-Bremen        | 13 : 16 (04 : 07)   | Leezener SC                     | 05.09.10, So. 15:00 Uhr |
| Lübeck 1876              | 19 : 14 (09 : 06)   | HF HUK                          | 05.09.10, So. 15:00 Uhr |
| Stavenhagener SV         | 12 : 44 (07 : 24)   | TSG Wismar                      | 05.09.10, So. 16:00 Uhr |
| Mecklenburger SV         | 26 : 31 (14 : 16)   | Rostocker HC                    | 05.09.10, So. 16:00 Uhr |
| TSG Friesenheim          | 18 : 33 (09 : 12)   | HSG Stemmer/Friedewalde         | 05.09.10, So. 16:00 Uhr |
| PSV Recklinghausen       | 22 : 26 (11 : 08)   | TV Beyeröhde                    | 05.09.10, So. 16:00 Uhr |
| TS Herzogenaurach        | 00 : 00 (00 : 00)*  | HaSpo Bayreuth                  | 05.09.10, So. 00:00 Uhr |
| VfL Brambauer            | 00 : 00 (00 : 00)** | DJK BTB Aachen                  | 00.09.10, --. 00:00 Uhr |

* TS Herzogenaurach ist weiter durch den Verzicht von Haspo Bayreuth.

** VfL Brambauer ist weiter durch den Verzicht vom DJK BTB Aachen.

- Der BSV Zwickau, HSV Haldensleben, MTV 1860 Altlandsberg, BVB Füchse Berlin, VfL Wolfsburg, TSV Nord Harrislee, TV Oyten, SC Greven 09, GSV Eintracht Baunatal, 1. FSV Mainz 05, Roude Leiw Bascharage, HSG Bensheim-Auerbach, TV Nellingen, TSG Ketsch 2, SV Allensbach und die Spvg. Steinhagen sind eine Runde weiter durch ein Freilos.

### 2. Runde
Die Auslosung der 2. Runde fand am 6. September 2010 in Hildesheim statt.

In der 2. Runde nahmen keine Mannschaften aus der 1. Handball-Bundesliga teil.

Die Ligen der Teams entsprachen der Saison 2010/11.

Für die 2. Runde waren folgende Mannschaften qualifiziert:
| 2. Bundesliga | 3. Liga | Oberliga | 5. Liga                                                                                             |
| Nord - BVB Füchse Berlin - SC Greven 09 - SV Union Halle-Neustadt - TSV Travemünde - TSV Nord Harrislee - TV Oyten - TSG Wismar - HSC 2000 Magdeburg - MTV 1860 Altlandsberg - VfL Wolfsburg Süd - Borussia Dortmund - HSG Bensheim/Auerbach - TV Nellingen - HSG Bad Wildungen - TV Mainzlar - TuS Metzingen - BSV Sachsen Zwickau - SV Allensbach - SC Riesa - 1. FSV Mainz 05 | Nord - Rostocker HC Ost - HSG Stemmer/Friedewalde - HSV Haldensleben West - HSV Solingen-Gräfrath - TV Walsum-Aldenrade - TV Beyeröhde - Rote Löwen Bascharage Süd - TSG Ketsch - WSG Eningen-Pfullingen - FSG Sulzbach/Leidersbach | Oberliga Ostsee/Spree - SV GW Schwerin Oberliga Niedersachsen - TSV Burgdorf Mitteldeutsche Oberliga - SHV Oschatz Oberliga Bayern - TS Herzogenaurach Oberliga Hessen - GSV Eintracht Baunatal Oberliga Westfalen - Spvg Steinhagen Oberliga Baden-Württemberg - TSG Ketsch II | Westfälische Verbandsliga St. 2 - VfL Brambauer Schleswig-Holstein Liga - Lübeck 1876 - Leezener SC |

Die Spiele der 2. Runde fanden am 28./29. September und 1./2./3. Oktober 2010 statt. Der Gewinner jeder Partie zog in die 3. Runde des DHB-Pokals ein.
| Heimmannschaft           | Endergebnis       | Gastmannschaft                | Datum & Zeit            |
| ------------------------ | ----------------- | ----------------------------- | ----------------------- |
| FSG Sulzbach-Leidersbach | 32 : 28 (15 : 16) | TSG Ketsch                    | 28.09.10, Di. 20:00 Uhr |
| HSV Solingen-Gräfrath    | 33 : 23 (19 : 10) | TV Walsum-Aldenrade           | 28.09.10, Di. 20:30 Uhr |
| WSG Eningen-Pfullingen   | 26 : 39 (09 : 21) | TuS Metzingen                 | 29.09.10, Mi. 20:00 Uhr |
| SHV Oschatz              | 24 : 27 (10 : 15) | HSC 2000 Magdeburg            | 01.10.10, Fr. 19:00 Uhr |
| Roude Leiw Bascharage    | 23 : 37 (14 : 20) | Borussia Dortmund             | 02.10.10, Sa. 18:30 Uhr |
| TSV Burgdorf             | 18 : 39 (10 : 19) | TSG Wismar                    | 02.10.10, Sa. 19:00 Uhr |
| SC Riesa                 | 26 : 21 (12 : 14) | BVB Füchse Berlin             | 02.10.10, Sa. 19:00 Uhr |
| HSV Haldensleben         | 24 : 27 (13 : 11) | MTV 1860 Altlandsberg         | 02.10.10, Sa. 19:00 Uhr |
| VfL Brambauer            | 18 : 35 (09 : 20) | TV Mainzlar                   | 02.10.10, Sa. 19:00 Uhr |
| 1. FSV Mainz 05          | 27 : 36 (15 : 21) | HSG Bensheim-Auerbach         | 02.10.10, Sa. 19:30 Uhr |
| TSG Ketsch II            | 17 : 52 (05 : 25) | TV Nellingen                  | 03.10.10, So. 14:00 Uhr |
| SV GW Schwerin           | 35 : 27 (18 : 12) | TSV Nord Harrislee            | 03.10.10, So. 15:00 Uhr |
| TS Herzogenaurach        | 13 : 34 (05 : 19) | SV Allensbach                 | 03.10.10, So. 15:00 Uhr |
| HSG Stemmer/Friedewalde  | 35 : 24 (17 : 11) | TV Beyeröhde                  | 03.10.10, So. 15:30 Uhr |
| Lübeck 1876              | 16 : 28 (04 : 09) | VfL Wolfsburg                 | 03.10.10, So. 15:45 Uhr |
| Leezener SC              | 10 : 47 (03 : 20) | TV Oyten                      | 03.10.10, So. 16:00 Uhr |
| SV Union Halle-Neustadt  | 26 : 29 (14 : 18) | BSV Zwickau                   | 03.10.10, So. 16:00 Uhr |
| Spvg. Steinhagen         | 17 : 48 (06 : 25) | SC Greven 09                  | 03.10.10, So. 16:00 Uhr |
| Rostocker HC             | 29 : 31 (16 : 16) | TSV Travemünde                | 03.10.10, So. 16:30 Uhr |
| GSV Eintracht Baunatal   | 19 : 32 (10 : 17) | HSG Bad Wildungen/F./Bergheim | 03.10.10, So. 17:00 Uhr |

### 3. Runde
Die Auslosung der 3. Runde fand am 10. Oktober 2010 in Buxtehude statt.
Die Ligen der Teams entsprachen der Saison 2010/11.
Für die 3. Runde waren folgende Mannschaften qualifiziert:
| 1. Bundesliga | 2. Bundesliga | 3. Liga                                                                                   | Oberliga                               |
| - HC Leipzig - TSV Bayer 04 Leverkusen - VfL Oldenburg - HSG Blomberg-Lippe - Buxtehuder SV - Frisch Auf Göppingen - Frankfurter HC - Thüringer HC - DJK/MJC Trier - VfL Sindelfingen - SG Handball Rosengarten - SG Bietigheim-Metterzimmern | Nord - SC Greven 09 - TSV Travemünde - TV Oyten - TSG Wismar - HSC 2000 Magdeburg - MTV 1860 Altlandsberg - VfL Wolfsburg Süd - Borussia Dortmund - HSG Bensheim-Auerbach - TV Nellingen - HSG Bad Wildungen - TV Mainzlar - TuS Metzingen - BSV Zwickau - SV Allensbach - SC Riesa | Ost - HSG Stemmer/Friedewalde West - HSV Solingen-Gräfrath Süd - FSG Sulzbach-Leidersbach | Oberliga Ostsee/Spree - SV GW Schwerin |

Die Spiele der 3. Runde fanden am 8./9. Januar 2011 statt. Der Gewinner jeder Partie zog in das Achtelfinale des DHB-Pokals 2010/11 ein.
| Heimmannschaft           | Endergebnis       | Gastmannschaft              | Datum & Zeit            |
| ------------------------ | ----------------- | --------------------------- | ----------------------- |
| HSV Solingen-Gräfrath    | 32 : 31 (15 : 14) | SV Allensbach               | 07.01.11, Fr. 20:00 Uhr |
| FSG Sulzbach-Leidersbach | 23 : 34 (12 : 16) | TuS Metzingen               | 07.01.11, Fr. 20:00 Uhr |
| BSV Zwickau              | 26 : 24 (11 : 11) | VfL Sindelfingen            | 08.01.11, Sa. 17:00 Uhr |
| SV GW Schwerin           | 21 : 46 (08 : 21) | Borussia Dortmund           | 08.01.11, Sa. 17:00 Uhr |
| Thüringer HC             | 29 : 27 (15 : 12) | TSV Bayer 04 Leverkusen     | 08.01.11, Sa. 18:00 Uhr |
| SG Handball Rosengarten  | 22 : 32 (09 : 18) | Frankfurter HC              | 08.01.11, Sa. 19:00 Uhr |
| HSG Bad Wildungen        | 35 : 26 (15 : 15) | DJK/MJC Trier               | 08.01.11, Sa. 19:00 Uhr |
| MTV 1860 Altlandsberg    | 21 : 44 (11 : 22) | Buxtehuder SV               | 08.01.11, Sa. 19:00 Uhr |
| TV Mainzlar              | 34 : 37 (13 : 17) | Frisch Auf Göppingen        | 08.01.11, Sa. 19:15 Uhr |
| HSG Bensheim-Auerbach    | 36 : 25 (14 : 12) | SC Riesa                    | 08.01.11, Sa. 19:30 Uhr |
| HSG Stemmer/Friedewalde  | 29 : 23 (16 : 13) | TSG Wismar                  | 09.01.11, So. 15:30 Uhr |
| SC Greven 09             | 27 : 28 (15 : 15) | TSV Travemünde              | 09.01.11, So. 15:30 Uhr |
| VfL Wolfsburg            | 35 : 24 (19 : 14) | TV Oyten                    | 09.01.11, So. 16:00 Uhr |
| VfL Oldenburg            | 28 : 20 (15 : 07) | HSG Blomberg-Lippe          | 09.01.11, So. 16:30 Uhr |
| TV Nellingen             | 30 : 21 (14 : 09) | SG Bietigheim-Metterzimmern | 09.01.11, So. 17:00 Uhr |
| HSC 2000 Magdeburg       | 18 : 29 (10 : 16) | HC Leipzig                  | 09.01.11, So. 17:00 Uhr |

### Achtelfinale
Die Auslosung des Achtelfinals fand am 12. Januar 2011 statt.

Die Ligen der Teams entsprachen der Saison 2010/11.

Für das Achtelfinale waren folgende Mannschaften qualifiziert:
| 1. Bundesliga                                                                                       | 2. Bundesliga | 3. Liga                                                    |
| - HC Leipzig - VfL Oldenburg - Buxtehuder SV - Frisch Auf Göppingen - Frankfurter HC - Thüringer HC | Nord - TSV Travemünde - VfL Wolfsburg Süd - Borussia Dortmund - HSG Bensheim-Auerbach - TV Nellingen - HSG Bad Wildungen - TuS Metzingen - BSV Sachsen Zwickau | Ost - HSG Stemmer/Friedewalde West - HSV Solingen-Gräfrath |

Die Spiele des Achtelfinals fanden am 2./5./6. Februar 2011 statt. Der Gewinner jeder Partie zog in das Viertelfinale des DHB-Pokals ein.
| Heimmannschaft        | Endergebnis       | Gastmannschaft          | Datum & Zeit            |
| --------------------- | ----------------- | ----------------------- | ----------------------- |
| TSV Travemünde        | 21 : 40 (12 : 22) | VfL Oldenburg           | 02.02.11, Mi. 19:30 Uhr |
| Frisch Auf Göppingen  | 26 : 32 (13 : 16) | HC Leipzig              | 02.02.11, Mi. 19:30 Uhr |
| HSG Bad Wildungen     | 27 : 37 (14 : 19) | Thüringer HC            | 05.02.11, Sa. 19:00 Uhr |
| TuS Metzingen         | 27 : 38 (16 : 18) | Frankfurter HC          | 05.02.11, Sa. 19:00 Uhr |
| TV Nellingen          | 29 : 35 (14 : 19) | Buxtehuder SV           | 05.02.11, Sa. 19:30 Uhr |
| HSV Solingen-Gräfrath | 24 : 36 (11 : 16) | BSV Sachsen Zwickau     | 06.02.11, So. 15:00 Uhr |
| VfL Wolfsburg         | 37 : 32 (17 : 13) | HSG Stemmer/Friedewalde | 06.02.11, So. 15:30 Uhr |
| HSG Bensheim-Auerbach | 29 : 26 (11 : 14) | Borussia Dortmund       | 06.02.11, So. 16:00 Uhr |

### Viertelfinale
Die Auslosung des Viertelfinals fand am 9. Februar 2011 statt.

Die Ligen der Teams entsprachen der Saison 2010/11.

Für das Viertelfinale waren folgende Mannschaften qualifiziert:
| 1. Bundesliga                                                                | 2. Bundesliga                                                          |
| - HC Leipzig - VfL Oldenburg - Buxtehuder SV - Frankfurter HC - Thüringer HC | Nord - VfL Wolfsburg Süd - HSG Bensheim-Auerbach - BSV Sachsen Zwickau |

Die Spiele des Viertelfinals fanden am 8./9./12. März 2011 statt. Der Gewinner jeder Partie zog in das Final-Four des DHB-Pokals ein.
| Heimmannschaft      | Endergebnis       | Gastmannschaft        | Datum & Zeit            |
| ------------------- | ----------------- | --------------------- | ----------------------- |
| VfL Oldenburg       | 24 : 32 (13 : 14) | Thüringer HC          | 08.03.11, Di. 19:00 Uhr |
| HC Leipzig          | 29 : 23 (15 : 08) | FHC Frankfurt/Oder    | 09.03.11, Mi. 19:30 Uhr |
| BSV Sachsen Zwickau | 29 : 34 (13 : 14) | BSV Buxtehude         | 12.03.11, Sa. 17:00 Uhr |
| VfL Wolfsburg       | 31 : 35 (18 : 20) | HSG Bensheim Auerbach | 12.03.11, Sa. 19:30 Uhr |

Aufgrund der Begegnung VfL Wolfsburg – HSG Bensheim Auerbach stand erstmals seit dem Jahr 2000 wieder ein Zweitligist in der Final-Four-Runde, die am 21. und 22. Mai in Göppingen ausgetragen wurde.

## Finalrunden

### Halbfinale
Die Auslosung des Halbfinales fand am 16. März 2011 um 18:00 Uhr statt.

Die Ligen der Teams entsprachen der Saison 2010/11.

Für das Halbfinale waren folgende Mannschaften qualifiziert:
| 1. Bundesliga                               | 2. Bundesliga               |
| - HC Leipzig - Buxtehuder SV - Thüringer HC | Süd - HSG Bensheim-Auerbach |

Die Spiele des Halbfinals fanden am 21. Mai 2011 statt. Der Gewinner jeder Partie zog in das Finale des DHB-Pokals 2010/11 ein.
 Die Verlierer jeder Partie, spielten im kleinen Finale den 3. Platz aus.
| Heimmannschaft        | Endergebnis       | Gastmannschaft | Datum & Zeit            |
| --------------------- | ----------------- | -------------- | ----------------------- |
| Thüringer HC          | 26 : 22 (14 : 11) | HC Leipzig     | 21.05.11, Sa. 14:00 Uhr |
| HSG Bensheim/Auerbach | 25 : 44 (11 : 25) | Buxtehuder SV  | 21.05.11, Sa. 16:00 Uhr |

### Spiel um Platz 3
Das Spiel um Platz 3 fand am 22. Mai 2011 statt. Der Gewinner der Partie war Dritter des DHB-Pokals 2010/11.
| Heimmannschaft        | Endergebnis       | Gastmannschaft | Datum & Zeit            |
| --------------------- | ----------------- | -------------- | ----------------------- |
| HSG Bensheim/Auerbach | 22 : 23 (12 : 11) | HC Leipzig     | 22.05.11, So. 13:00 Uhr |

### Finale
Das Finale fand am 22. Mai 2011 statt. Der Gewinner der Partie war Sieger des DHB-Pokals 2010/11.
| Heimmannschaft | Endergebnis       | Gastmannschaft | Datum & Zeit            |
| -------------- | ----------------- | -------------- | ----------------------- |
| Buxtehuder SV  | 25 : 27 (13 : 14) | Thüringer HC   | 22.05.11, So. 15:00 Uhr |

Dem Thüringer HC gelang damit in der Saison 2010/2011 mit dem Gewinn der Deutschen Meisterschaft das Double.